# Ephippiochthonius genuensis
Espèce
Synonymes
- Chthonius genuensis Gardini, 1990

Ephippiochthonius genuensis est une espèce de pseudoscorpions de la famille des Chthoniidae.

## Distribution
Cette espèce est endémique de Ligurie en Italie. Elle se rencontre dans la grotte Grotta del Monte Gazzo à Sestri Ponente.

## Description
La femelle décrite par Gardini en 2013 mesure 1,16 mm.

## Étymologie
Son nom d'espèce, composé de genu[a] et du suffixe latin -ensis, « qui vit dans, qui habite », lui a été donné en référence au lieu de sa découverte, Gênes.

## Publication originale
- Gardini, 1990 : Gli Chthonius (Ephippiochthonius) eucavernicoli della Liguria (Pseudoscorpionida, Chthoniidae). Fragmenta Entomologica, vol. 22, no 2, p. 231-256.